# Todor Veselinović
Todor "Toza" Veselinović (Novi Sad, 22 de outubro de 1930 – Atenas, 17 de maio de 2017) foi um futebolista e treinador iugoslavo, medalhista olímpico. Reconhecido como um dos maiores artilheiros da Iugoslávia.

## Carreira
Todor "Toza" Veselinović fez parte do elenco medalha de prata, nos Jogos Olímpicos de 1956.